# Melvil-Bloncourt
Pour les articles homonymes, voir Bloncourt.
Suzanne Melvil Bloncourt dit Melvil Bloncourt, né le 23 novembre 1823 à Pointe-à-Pitre (Guadeloupe) et mort le 8 novembre 1880 dans le 17e arrondissement de Paris, est un abolitionniste afro-caribéen de nationalité française.

## Biographie
Il étudie au collège Louis-le-Grand. Durant ses études de droit à Paris, il fréquente les militants démocrates. Vers 1845, il crée le Journal des Écolesavec Charles Ferdinand Gambon.
Il est nommé commissaire du Banquet des écoles pendant la campagne des banquets. Il contribue au journal de Proudhon, Le Peuple, pendant la révolution de 1848.
Il se lance en 1850 dans la rédaction d'une vaste encyclopédie, tout en écrivant dans les journaux républicains.
Sous le Second Empire, il s'occupe surtout des affaires des colonies et écrit pour des dictionnaires et encyclopédies telle que la Biographie générale de Didot, le Dictionnaire universel de Lachâtre, le Dictionnaire Larousse et le Dictionnaire des Communes de France. 
À travers ses publications se manifeste « la fierté qu'il avait de son ascendance africaine ». Ce sentiment de race se réalise au sein de la République française dans une perspective d'assimilation politique, son objectif étant la pleine jouissance des libertés publiques pour les citoyens afro-descendants. 
En 1865, il dénonce l'édification au cimetière du Père-Lachaise d'une statue équestre du général Jacques Nicolas Gobert, officier au service du général Antoine Richepance qui impose le rétablissement de l'esclavage en Guadeloupe.
Le 9 avril 1871, il est candidat aux élections législatives et élu représentant de la colonie de la Guadeloupe par 3 322 voix (5 620 votants, 29 722 inscrits). Il siège à l'extrême gauche de l’Assemblée nationale.
Durant la Commune de Paris, il est nommé directeur des engagements pour les bataillons de marche et d’artillerie au ministère de la Guerre et ne tient pas séance à Bordeaux et à Versailles.  À la fin de la Commune de Paris, Melvil-Bloncourt continue son mandat de député. Cependant, ses activités communardes sont démasquées en février 1874 et une autorisation de poursuites est votée le 27 février 1874. Pour y échapper, il fuit et part à Genève. Il est condamné par contumace, le 5 juin 1874 par le 3e conseil de guerre, à la peine de mort, et déchu de son mandat le 9 décembre suivant. Il revient à Paris à la suite de l'amnistie générale.
Il est inhumé au cimetière parisien de Saint-Ouen.

## Famille
Son frère aîné, Octave Bloncourt, est un des premiers à rejoindre la première loge maçonnique antillaise pour noirs.
Il est l'arrière-grand-oncle du résistant Tony Bloncourt et du peintre et photographe Gérald Bloncourt.